# Hysteropterum assimile
Hysteropterum assimile är en insektsart som beskrevs av Géza Horváth 1905. Hysteropterum assimile ingår i släktet Hysteropterum och familjen sköldstritar. Inga underarter finns listade i Catalogue of Life.